# Drachma
Die Drachma war eine spanische Masseneinheit und auf Grund ihrer Größe ein Medizinal- und Apothekergewicht. Ein ähnliches Maß ist die Drachme.
- 1 Drachma = 3 Escrupulos = 6 Oboles = 18 Caracteres = 72 Granos = 3 17/25 Gramm